# Fontaneria (política)

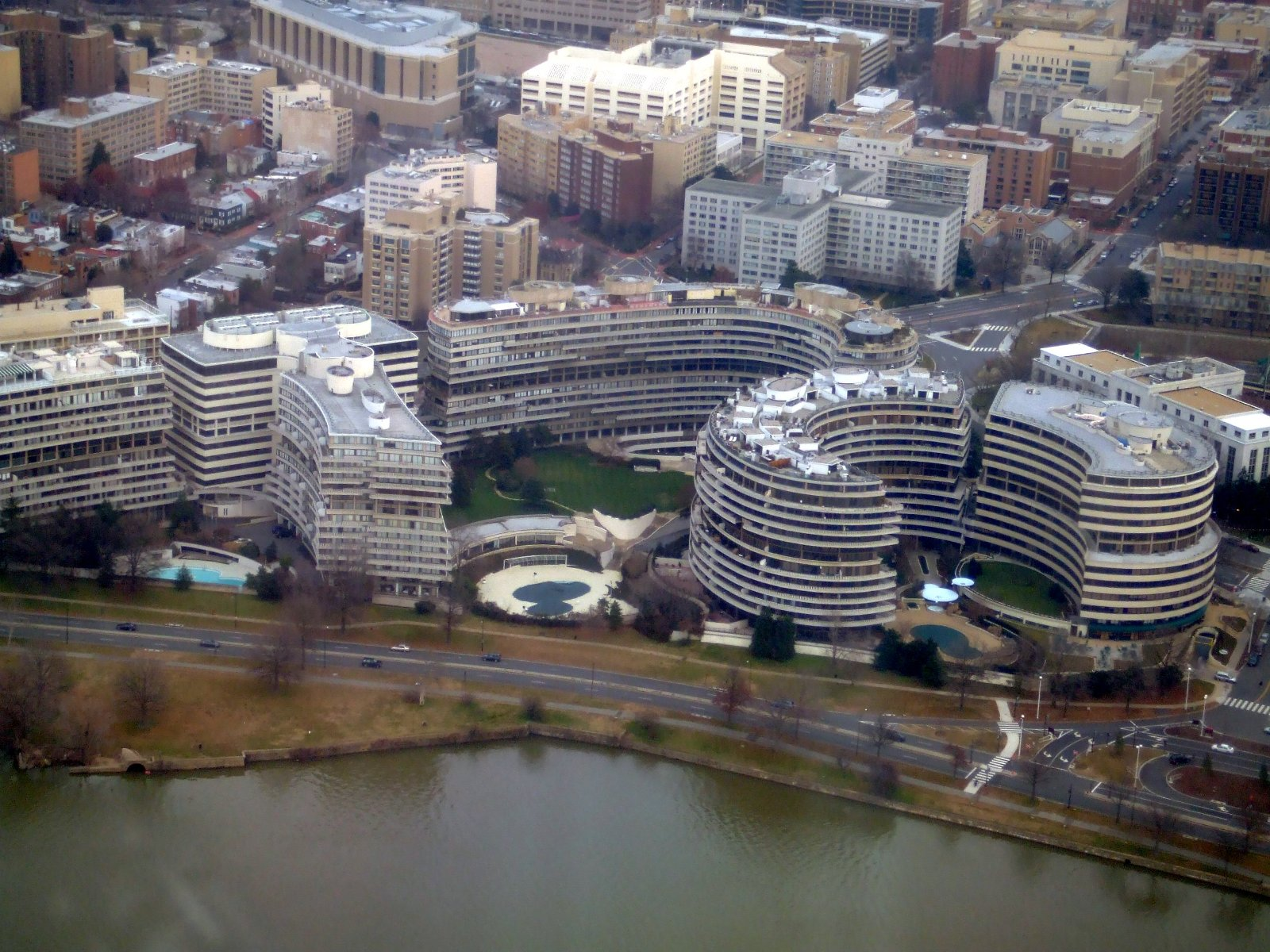
El Complex Watergate, inici de la "Fontaneria política"

La fontaneria política o lampisteria política és un concepte informal i metafòric que designa el conjunt d'activitats realitzades a l'ombra per determinats membres d'una organització política (generalment partits o governs ) per assegurar-ne el funcionament intern, resoldre conflictes, gestionar crisis, controlar dissidències o influir discretament en decisions estratègiques. Encara que el terme es va popularitzar a Espanya a partir de la Transició, té arrels en el context polític nord-americà del segle XX.

## Origen del terme
L'expressió “fontaner polític” es va consolidar en l'àmbit polític internacional durant l'escàndol Watergate als Estats Units (1972-1974), quan un grup de persones properes a l'administració de Richard Nixon va ser designat per evitar filtracions perjudicials, guanyant-se el sobrenom de "plumbers" (fontaners). El terme al·ludeix metafòricament als qui “segellen fugues” d'informació o resolen problemes estructurals des de la rereguarda.
A Espanya, el concepte es va integrar al vocabulari polític durant l'etapa d'Adolfo Suárez. El seu equip de confiança a La Moncloa va ser qualificat com a grup de fontaners per encarregar-se d'operacions internes clau durant la Transició.
L'ús del terme ha estat qüestionat per professionals de la fontaneria real, agrupats en associacions com CONAIF, que consideren que la metàfora perjudica la imatge d'un ofici honest i tècnic, en vincular-lo amb activitats de dubtosa legitimitat moral. Per això, han sol·licitat públicament que es busquin expressions alternatives per descriure aquest tipus de funcions polítiques.

## Funcions
Els lampistes polítics no necessàriament ocupen càrrecs visibles. Tot i que alguns exerceixen rols reconeixibles com a secretaris d'organització, molts actuen de manera discreta, allunyats del focus mediàtic.
Se'ls atribueixen funcions com:
- Mantenir la cohesió interna del partit.
- Reprimir o canalitzar la dissidència interna.
- Negociar aliances, pactes o nomenaments.
- Controlar temps i formes de comunicació pública.
- Influir en les decisions estratègiques sense aparèixer a escena.

El treball de la fontaneria política genera ambivalència. D'una banda, es considera essencial per evitar la fragmentació interna dels partits, garantir disciplina organitzativa i facilitar decisions pragmàtiques en contextos complexos. De l'altra, el seu caràcter discrecional i la seva execució fora de les vies públiques formals li confereix una dimensió opaca que pot entrar en conflicte amb els valors democràtics de transparència, rendició de comptes i participació. Alguns analistes crítics alerten que una mala praxi a la fontaneria interna pot anul·lar el debat democràtic i fomentar estructures rígides, autoreferencials o clientelars, amb efectes nocius per a la qualitat democràtica de l'organització.

## Història
A Espanya, la figura del lampista polític ha estat present des de la Transició democràtica, lligada a moments clau del poder i, moltes vegades, a pràctiques controvertides o directament opaques.
Durant el govern d'Adolfo Suárez, el terme es va popularitzar per referir-se al seu equip de col·laboradors més propers, encarregats d'assegurar l'estabilitat institucional mentre es configurava el nou sistema democràtic. Entre ells van destacar Alberto Aza, Eugenio Bregolat o el seu cunyat Aurelio Delgado, anomenat Lito, que operaven des de la Secretaria de Despatx de la Moncloa i jugaven un paper fonamental en la presa de decisions fora del focus públic.
En els governs de Felipe González, la funció de lampista va ser assumida per figures com Julio Feo i José Enrique Serrano, que des de la Presidència gestionaven acords discrets, reformes clau i situacions de crisi. Tot i que es va evitar crear un nucli tancat de confiança, la seva influència va ser notòria, especialment en la lluita contra ETA o la gestió d'escàndols polítics.
Amb José María Aznar, la fontaneria política va adoptar un perfil més estructurat. Carlos Aragonés, Ángel Acebes i Miguel Ángel Rodríguez van exercir rols clau tant al partit com al govern, articulant estratègies, redactant discursos o canalitzant decisions sense exposició pública. En paral·lel, també van emergir controvèrsies relacionades amb l'anomenada “ policia patriòtica ”, que anys després seria utilitzada com a arma política.
A l'etapa de José Luis Rodríguez Zapatero, Serrano va ser recuperat per a tasques similars, mentre que Miguel Barroso i José Blanco van destacar per la seva capacitat de control intern i la seva habilitat negociadora. La fontaneria socialista es va institucionalitzar sense perdre el component discret, influint en processos com el final del terrorisme o la gestió de reformes impopulars.
Amb Mariano Rajoy, la funció va recaure en figures com Jorge Moragas, Alfonso de Senillosa o Carmen Martínez Castro . Durant el seu mandat es van amplificar les acusacions sobre l'ús indegut de l'Estat amb finalitats partidistes, incloent casos com l'espionatge polític o la manipulació informativa, en el marc de l'esmentada “policia patriòtica”.
En els governs de Pedro Sánchez, noms com Iván Redondo, Óscar López, José Luis Ábalos y Santos Cerdán han estat assenyalats com a peces centrals en l'articulació del poder intern i les negociacions amb forces parlamentàries. En aquest context, va esclatar el cas de Leire Díez el 2025, un episodi especialment polèmic que va revifar el debat sobre els límits de la fontaneria política.